# Olympische Sommerspiele 1988/Teilnehmer (Nordjemen)
| Gelbes Symbol für Goldmedaillen mit stilisierten Olympischen Ringen | Graues Symbol für Silbermedaillen mit stilisierten Olympischen Ringen | Braundes Symbol für Bronzemedaillen mit stilisierten Olympischen Ringen |
| ------------------------------------------------------------------- | --------------------------------------------------------------------- | ----------------------------------------------------------------------- |
| —                                                                   | —                                                                     | —                                                                       |

Die Jemenitische Arabische Republik nahm an den Olympischen Sommerspielen 1988 in Seoul, Südkorea, mit einer Delegation von acht Sportlern (allesamt Männer) teil. Es war nach 1984 die zweite und letzte Teilnahme an Olympischen Sommerspielen. Nachdem sich der Nordjemen mit dem Südjemen vereinigt hatte, nahm Jemen 1992 erstmals als vereinte Nation an Olympischen Spielen teil.

## Teilnehmer nach Sportarten

### Judo
- Mohamed Kohsrof
Superleichtgewicht: 35. Platz

- Mohamed Moslih
Leichtgewicht: 19. Platz

### Leichtathletik
- Fahmi Abdul Wahab
800 Meter: Vorläufe

- Anwar Al-Harazi
5000 Meter: Vorläufe

- Abdul Karim Daoud
10.000 Meter: Vorläufe

- Awad Saleh Ahmed
1500 Meter: Vorläufe

### Ringen
- Abdullah Al-Ghrbi
Weltergewicht, Freistil: Gruppenphase

- Abdullah Al-Shamsi
Leichtgewicht, griechisch-römisch: Gruppenphase